# Messier 72
Messier 72 (também conhecido como NGC 6981 ou M72) é um aglomerado globular localizado na constelação de Aquarius a 55 400 anos-luz da Terra. Foi descoberto por Pierre Méchain em 1780. Possui um raio de 53 anos-luz e uma dimensão aparente de 6,6 minutos de arco.

## Descoberta e visualização

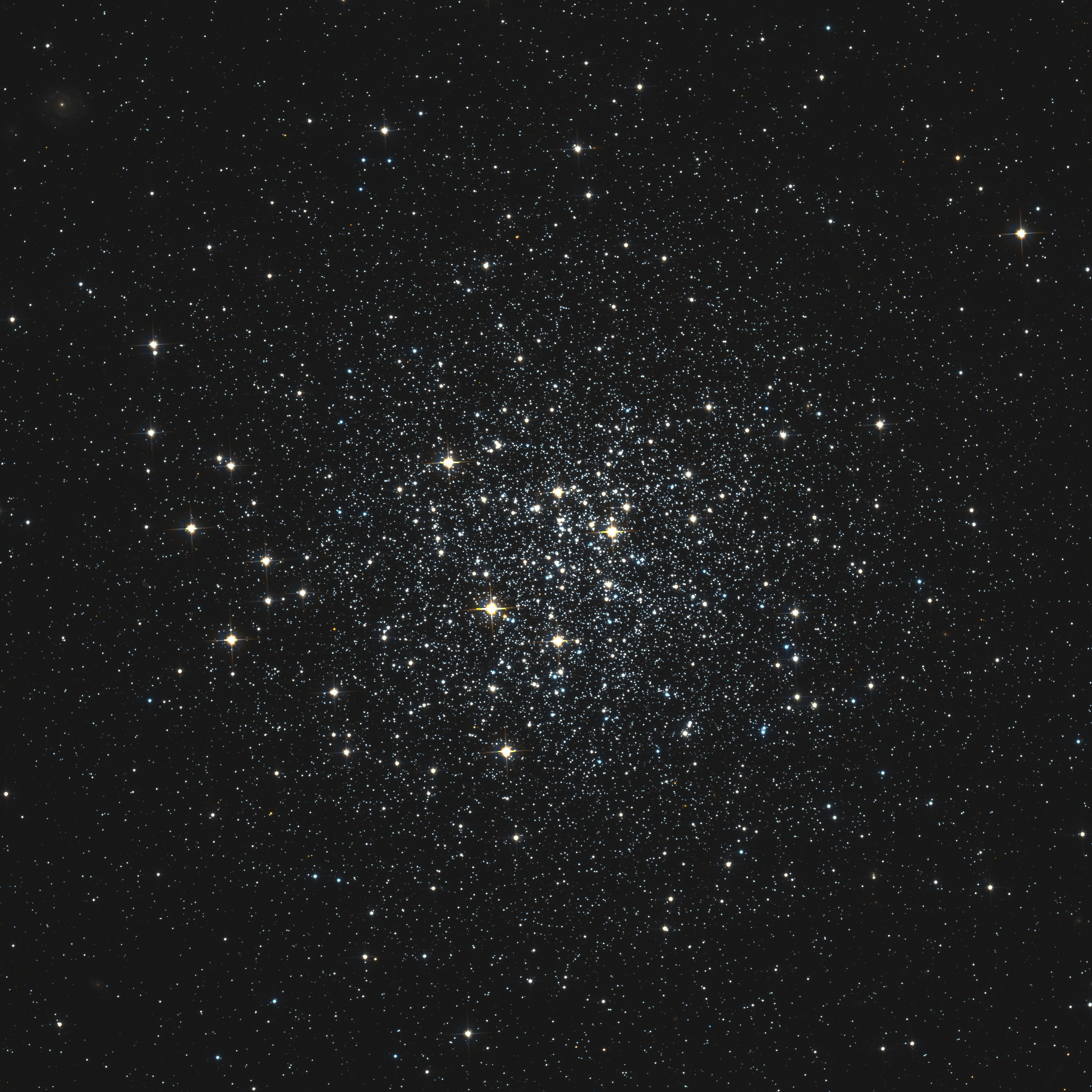
Messier 72, Telescópio Espacial Hubble

O aglomerado globular foi descoberto pelo astrônomo francês Pierre Méchain na noite de 29 de agosto de 1780, descoberta confirmada por seu colega de observatório Charles Messier, incluído em seu catálogo em 4 de outubro daquele ano.
Aparece como uma "mancha nebulosa" de dois minutos de grau de diâmetro mesmo em telescópios amadores de 4 polegadas de abertura. Instrumntos ópticos mais potentes conseguem visualizar uma textura granulada e as estrelas mais brilhantes do aglomerado podem ser vistas com telescópios de 8 polegadas de abertura ou mais.

## Características
É um dos aglomerados globulares mais distantes da Terra no catálogo Messier, situando-se a uma distância de 53 000 anos-luz, muito além do núcleo da Via-Láctea. Sua magnitude aparente é entre 9 e 10 e, embora seja pouco brilhante aparentemente no céu noturno, possui um dos maiores brilhos intrínsecos dentre os aglomerados globulares da galáxia. Não é muito denso, é um aglomerado globular pertencente à classe XI em densidade estelar: apenas Messier 71 e Messier 56 são menos densos que M72. Está se aproximando do Sistema Solar a 255 km/s e contém pelo menos 42 estrelas variáveis, a maior parte RR Lyrae. Seu diâmetro aparente de 6,6 Minutos de grau corresponde a um diâmetro real de 106 anos-luz.
A estrela mais brilhante do aglomerado tem a magnitude aparente 14,2. Segundo Helen Sawyer Hogg, as 25 estrelas mais brilhantes têm uma magnitude aparente média de 15,86, enquanto que a magnitude aparente média da totalidade de suas estrelas seja 16,9.

## Galeria

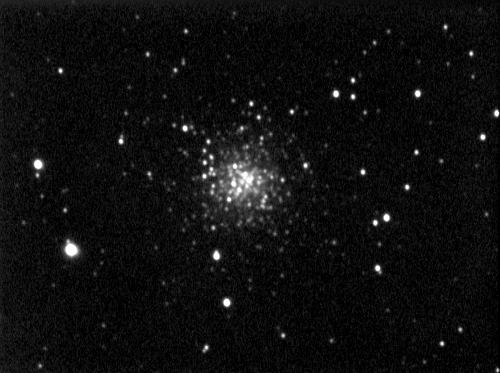
Messier 72, Ole Nielsen
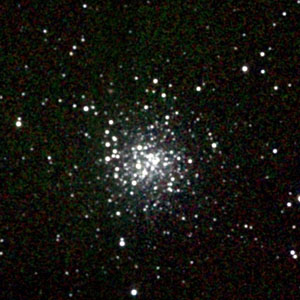
Messier 72, projeto 2MASS